# Orlando Luz
Orlando Luz, né le 8 février 1998 à Carazinho, est un joueur de tennis brésilien, professionnel depuis 2015.

## Carrière
Orlando Luz est l'un des juniors les plus prometteurs au milieu des années 2010, atteignant la première place mondiale en mai 2015. En 2014, il s'impose successivement à l'Asuncion Bowl, au Banana Bowl et au championnat de Porto Alegre (Grade A). Il atteint ensuite les demi-finales à Roland-Garros, s'inclinant contre Andrey Rublev après des victoires sur Taylor Fritz et Daniil Medvedev. En août, il décroche une médaille d'argent en simple aux Jeux olympiques de la jeunesse, échouant face à Kamil Majchrzak, ainsi qu'une médaille d'or en double avec Marcelo Zormann contre les Russes Rublev et Khachanov. En 2015, il triomphe une nouvelle fois au Banana Bowl et à Porto Alegre. Il dispute ensuite le Masters de tennis junior qu'il termine à la 4e place. Vainqueur du Trofeo Bonfiglio de Milan, il échoue en revanche au 3e tour des Internationaux de France face à Reilly Opelka. Prolifique en double, il enchaîne les titres dont le tournoi de Wimbledon en 2014 avec Zormann. Il est aussi finaliste à Paris en 2016 avec le Coréen Chung Yun Seong.
En 2015, il est demi-finaliste du tournoi Challenger de Santos. Malgré deux titres ITF acquis en 2016, il peine à confirmer les espoirs placés en lui. Plus régulier en 2019, il remporte trois tournois qui lui permettent de se rapprocher du top 300. Parallèlement, il s'adjuge deux trophées Challenger en double.
En 2021, Orlando Luz atteint une finale sur le circuit Challenger au tournoi de Saint-Marin, qu'il perd face à Holger Rune.
En double, Orlando Luz a remporté treize titres Challenger entre 2019 et 2024. Il atteint sa première finale sur le circuit ATP en février 2024 au tournoi du Chili avec Matías Soto puis remporte en juillet son premier titre ATP au tournoi de Båstad avec Rafael Matos.

## Palmarès

### Titre en double messieurs
| No | Date       | Nom et lieu du tournoi | Catégorie | Dotation  | Surface      | Partenaire   | Finalistes                   | Score    |          |
| -- | ---------- | ---------------------- | --------- | --------- | ------------ | ------------ | ---------------------------- | -------- | -------- |
| 9  | 15-07-2024 | Nordea Open Båstad     | ATP 250   | 579 320 € | Terre (ext.) | Rafael Matos | Manuel Guinard Grégoire Jacq | 7-5, 6-4 | Parcours |

### Finale en double messieurs
| No | Date       | Nom et lieu du tournoi       | Catégorie | Dotation  | Surface      | Vainqueurs                          | Partenaire  | Score    |          |
| -- | ---------- | ---------------------------- | --------- | --------- | ------------ | ----------------------------------- | ----------- | -------- | -------- |
| 1  | 26-02-2024 | Movistar Chile Open Santiago | ATP 250   | 661 585 $ | Terre (ext.) | Tomás Barrios Vera Alejandro Tabilo | Matías Soto | 6-2, 6-4 | Parcours |

## Parcours dans les tournois duGrand Chelem

### En double messieurs
| Année | Open d'Australie | Open d'Australie | Internationaux de France                                                        | Internationaux de France | Wimbledon | Wimbledon | US Open | US Open |
| ----- | ---------------- | ---------------- | ------------------------------------------------------------------------------- | ------------------------ | --------- | --------- | ------- | ------- |
| 2024  | —                | —                | 1er tour (1/32) M. Zormann \|\| style="text-align:left;" \| R. Bopanna M. Ebden | —                        | —         |           |         |         |

N.B. : le nom du partenaire se trouve sous le résultat ; les noms des ultimes adversaires se trouvent à droite.

## Classements ATP en fin de saison
| Année          | 2013 | 2014 | 2015 | 2016 | 2017 | 2018 | 2019 | 2020 | 2021 | 2022 | 2023 |
| Rang en simple | 2015 | 919  | 453  | 670  | 587  | 372  | 302  | 308  | 286  | 575  | 343  |
| Rang en double | 1133 | 956  | 565  | 814  | 419  | 333  | 142  | 123  | 100  | 179  | 125  |

Source : (en) Classements de Orlando Luz sur le site officiel de la Fédération internationale de tennis